# Pravila de la Govora
Pravila de la Govora sau Pravila bisericească este cea mai veche culegere de legi atât bisericești, cât și laice din Țara Românească. Este tipărită în cea de-a doua tipografie cunoscută în Țara Românească, înființată de domnitorul Matei Basarab cu ocazia unor ample lucrari de reconstrucție, reconsolidare și extindere a mănăstirii Govora în 1637.
Pravila de la Govora, este o traducere a călugărului erudit de la mănăstirea Bistrița, Mihail Moxa (sau Moxalie), a unui text slav (bulgar - Pravila este Reguli, Govora - cuvântare), care redă un nomocanon bizantin (culegere de norme juridice) și este prima lucrare tipărită în limba română.  Pravila are un caracter preponderent bisericesc, deși cuprinde și elemente de drept laic.
Pravila de la Govora, cu 164 file, a fost tipărită în anul 1640, în șapte săptămâni, de tipografii Meletie Macedoneanul și Ștefan de Ohida.
Pravila s-a tipărit în două edițiuni: una pentru Țara Românească, având prefața semnată de mitropolitul Teofil, alta pentru Ardeal, având prefața semnată de mitropolitul Ghenadie al Ardealului.
Pravila de la Govora, denumită și Mica Pravilă, este totodată o culegere de tradiții și credințe populare referitoare la ceremonialul existențial. Credințele populare și pravila bisericească denotă convergențe și divergențe în modul în care sunt îndeplinite ritualurile existențiale: botezul, căsătoria și funeraliile.